# Komlóska
Komlóska este un sat în districtul Sárospatak, județul Borsod-Abaúj-Zemplén, Ungaria, având o populație de 282 de locuitori (2011). 

## Demografie
Componența etnică a satului Komlóska
     Maghiari (58,91%)
     Ruteni (41,09%)
Componența confesională a satului Komlóska
     Greco-catolici (71,63%)
     Romano-catolici (4,61%)
     Necunoscută (23,76%)
     Alte religii (2,48%)
Conform recensământului din 2011, satul Komlóska avea 282 de locuitori. Din punct de vedere etnic, majoritatea locuitorilor (58,91%) erau maghiari, cu o minoritate de ruteni (41,09%).  Din punct de vedere confesional, majoritatea locuitorilor (71,63%) erau greco-catolici, cu o minoritate de romano-catolici (4,61%). Pentru 23,76% din locuitori nu este cunoscută apartenența confesională.